# (7539) 1996 XS32
A (7539) 1996 XS32 a Naprendszer kisbolygóövében található aszteroida. Ueda Szeidzsi és Hiroshi Kaneda fedezte fel 1996. december 6-án.